# Wspólnota administracyjna Falkenstein (Vogtland)
Wspólnota administracyjna Falkenstein (Vogtland) (niem. Verwaltungsgemeinschaft Falkenstein (Vogtland)) – wspólnota administracyjna w Niemczech, w kraju związkowym Saksonia, w okręgu administracyjnym Chemnitz, w powiecie Vogtland. Siedziba wspólnoty znajduje się w mieście Falkenstein/Vogtl.
Wspólnota administracyjna zrzesza jedną gminę miejską oraz dwie gminy wiejskie: 
- Grünbach
- Falkenstein/Vogtl.
- Neustadt/Vogtl.